# Lista de monumentos megalíticos de Portugal
Esta é uma lista de monumentos megalíticos de Portugal, nomeadamente dólmens ou anta, mamoas, cromeleques, grutas artificiais, menires e tolos, inseridos no contexto da arte megalítica em Portugal.
Notar que, dentro de cada distrito, os monumentos devem estar ordenados alfabeticamente primeiro por concelho e depois por freguesia e só depois por nome. 

## Distrito de Aveiro
- Anta da Cerqueira, Dólmen da Arca da Cerqueira ou Dólmen da Casa da Moura, freguesia de Couto de Esteves, Sever do Vouga.
- Monumento megalítico de Chão Redondo (dólmens 1 e 2), Talhadas, Sever do Vouga.
- Mamoa de Açôres, Albergaria-a-Velha, Albergaria-a-Velha.
- Anta do Casal-Mau, Santa Eulália, Arouca.
- Dólmen da Aliviada ou Mamoa 1 da Aliviada  ou Dólmen pintado de Escariz, Escariz, Arouca.
- Anta do Vale da Rua, Sobrado, Castelo de Paiva.
- Mamoa da Quinta da Laje, Pigeiros, Santa Maria da Feira.
- Pedra da Moura, Silva Escura, Sever do Vouga.
- Monumento megalítico do Souto do Coval (dólmens 1 e 2), Couto de Esteves, Sever do Vouga.
- Anta da Capela dos Mouros, Talhadas, Sever do Vouga.

## Distrito de Beja
- Menir de Mac Abraão, Vila de Frades, Vidigueira.
- Galeria dolménica e Anta na Herdade da Negrita ou Pedra das Antas e Anta das Pedras Tanchadas, Santo Aleixo da Restauração, Moura.
- Anta Grande de Corte Serrão,Pedrógão, Vidigueira.

## Distrito de Braga
- Anta da Portelagem e Mamoas do Rápido, Vila Chã, Esposende.
- Mamoa de Lamas, Lamas, Braga.
- Menir de São Paio de Antas ou Menir de Pedra a Pé, Antas, Esposende.
- Menir de São Bartolomeu do Mar, Mar, Esposende.
- Mamoas de Vermoim, Vermoim, Vila Nova de Famalicão.

## Distrito de Bragança
- Mamoa de Donai, Mamoa de Tumbeirinho ou Devesa de Donai, Donai, Bragança.
- Antas de Vilarinho ou Antas de Pala da Moura, Vilarinho da Castanheira, Carrazeda de Ansiães.
- Anta de Zedes, ou Anta da Casa da Moura, Zedes, Carrazeda de Ansiães.

## Castelo Branco
- Menir de Cegonhas (Idanha-a-Nova)
- Anta do Cão do Ribeiro (Moitas, Proença-a-Nova)

## Distrito de Coimbra
- Anta de Curral dos Mouros, Seixo da Beira, Oliveira do Hospital.
- Anta do Pinheiro dos Abraços, Bobadela, Oliveira do Hospital.
- Anta de Arcaínha ou Dólmen do Seixo da Beira, Seixo da Beira, Oliveira do Hospital.
- Dólmen de São Pedro Dias, Santo André de Poiares, Vila Nova de Poiares.
- Dólmen das Carniçosas, Alhadas de Cima, Figueira da Foz.
- Dólmen dos Moinhos de Vento, Arganil, Secarias.[1]

## Distrito de Évora
- Cromeleque, Menir e Pedras dos Almendres na Herdade dos Almendres, Nossa Senhora de Guadalupe, Évora.

- Antas do Monte da Ordem, Cabeção
- Anta do Barrocal, Nossa Senhora da Tourega, Évora.
- Anta de Pavia, transformada em Capela de São Dinis, Pavia, Mora.
- Anta do Paço da Vinha, Anta do Paço das Vinhas ou Anta 1 da Herdade do Paço das Vinhas, Sé e São Pedro, Évora.
- Anta do Tapadão, Aldeia da Mata, Crato, Évora.
- Anta da Venda do Duque, Vimieiro, Arraiolos.
- Anta da Vila de Arraiolos, Arraiolos, Arraiolos.
- Anta da Coutada do Alcogulo, Concelho de Évora.
- Anta 1 da Herdade do Silval, Anta do Silval ou Anta de Silvadas, Nossa Senhora da Graça do Divor, Évora.
- Anta de Paredes, Nossa Senhora da Graça do Divor, Évora.
- Menires da Herdade da Casbarra, Nossa Senhora da Graça do Divor, Évora.
- Cromeleque da Portela de Mogos ou Cromeleque da Portela de Modos, Nossa Senhora da Graça do Divor, Évora.
- Anta das Silvadas, Anta dos Silvados ou Anta do Silval, Nossa Senhora da Graça do Divor, Évora.
- Anta de Pinheiro do Campo, São Sebastião da Giesteira, Évora.
- Anta da Herdade de Montinho, Nossa Senhora de Machede, Évora.
- Anta da Herdade da Galvoeira, Nossa Senhora de Machede, Évora.
- Anta da Herdade da Murteira, Torre de Coelheiros, Évora.
- Anta Grande do Zambujeiro ou Anta Grande do Zambujeiro de Valverde, Nossa Senhora da Tourega, Évora.
- Conjunto Megalítico de Vale de Rodrigo, Nossa Senhora da Tourega, Évora.
- Menir e pedras no Vale dos Cardos a 1 Km do Cromeleque da Herdade dos Almendres, Nossa Senhora da Tourega, Évora.
- Anta da Herdade da Tisnada, Torre de Coelheiros, Évora.
- Anta da Herdade do Zambujal, São Bento do Mato, Évora.
- Igreja de São Bento do Mato e Dólmen anexo, São Bento do Mato, Évora.
- Menires da Pedra Longa, Nossa Senhora do Bispo, Montemor-o-Novo.
- Anta Grande da Comenda da Igreja ou Anta Grande da Herdade da Comenda, Nossa Senhora do Bispo, Montemor-o-Novo.
- Anta da Herdade das Comendas ou Anta da Comenda Grande, Nossa Senhora do Bispo, Montemor-o-Novo.
- Antas Grandes do Paço, Nossa Senhora do Bispo, Montemor-o-Novo.
- Anta da Velada (Comenda do Coelho), Nossa Senhora do Bispo, Montemor-o-Novo.
- Anta do Estanque, Nossa Senhora do Bispo, Montemor-o-Novo.
- Anta 2 da Comenda da Igreja ou Anta Pequena da Comenda da Igreja, Nossa Senhora do Bispo, Montemor-o-Novo.
- Anta da Chaminé, Nossa Senhora do Bispo, Montemor-o-Novo.
- Anta da Herdade de Tourais ou Anta dos Tourais, Nossa Senhora da Vila, Montemor-o-Novo.
- Anta da Herdade da Serranheira, Nossa Senhora da Vila, Montemor-o-Novo.
- Anta da Moita do Gato, Nossa Senhora da Vila, Montemor-o-Novo.
- Anta 1 do Monte das Fazendas, Nossa Senhora da Vila, Montemor-o-Novo.
- Menir na Courela da Casa Nova, Silveiras, Montemor-o-Novo.
- Cromeleque dos Cuncos ou Cromeleque da Herdade dos Cuncos, Silveiras, Montemor-o-Novo.
- Anta de São Brissos, Anta de Nossa Senhora do Livramento ou  Anta-Capela de Nossa Senhora do Livramento, Santiago do Escoural, Montemor-o-Novo.
- Tolo do Escoural ou Tolo de Santiago do Escoural, Santiago do Escoural, Montemor-o-Novo.
- Cromeleque do Monte das Fontaínhas Velhas ou Cromeleque 1 das Fontainhas, Pavia, Mora.
- Antas da Herdade do Freixo, Monte do Trigo, Portel.
- Anta da Vidigueira, Redondo, Redondo.
- Anta da Herdade das Dessouras ou Anta da Herdade das Tessouras, Redondo, Redondo.
- Anta da Herdade da Candieira, Redondo, Redondo.
- Conjunto megalítico da Herdade do Xerez ou Cromeleque do Xarez, Monsaraz, Reguengos de Monsaraz.
- Menir do Outeiro ou Menir no sítio do Penedo Comprido, Monsaraz, Reguengos de Monsaraz.
- Menir da Abelhoa ou Menir da Bulhoa, Monsaraz, Reguengos de Monsaraz.
- Conjunto megalítico do Olival da Pêga, Monsaraz, Reguengos de Monsaraz.
- Menires na Herdade dos Perdigões ou Cromeleque dos Perdigões, Reguengos de Monsaraz, Reguengos de Monsaraz.
- Menir na Herdade das Vidigueiras, Menir das Vidigueiras ou Menir na Quinta das Vidigueiras, Reguengos de Monsaraz, Reguengos de Monsaraz.
- Menir de Santa Margarida, Corval, Reguengos de Monsaraz.
- Tolo do Caladinho, Redondo.

## Distrito de Faro
- Conjunto de menires de Lavajo I e menires de Lavajo II em Alcoutim
- Tolo do Cerro do Malhanito, Martim Longo, Alcoutim.
- Tolo da Eira dos Palheiros, Martim Longo, Alcoutim.
- Menires de Santo António, Sagres;
- Dolmens de Salir, Loulé
- Menires da Quinta da Queimada, Lagos, 7983 and 6203 BCE[2]
- Menires da Courela do Castanheiro,  Bensafrim, Lagos;
- Menir da Cabeça do Rochedo, Bensafrim, Lagos;
- Menir de Odiáxere, Lagos
- Monumentos Megalíticos de Alcalar, Mexilhoeira Grande, Portimão
- Menir dos Gregórios ou Pedra dos Cucos, Silves, Silves.
- Menir do Monte da Alfarrobeira, São Bartolomeu de Messines, Silves
- Menires do Cerro da Vilarinha, São Bartolomeu de Messines, Silves
- Menires de Abutiais, São Bartolomeu de Messines, Silves
- Menir de Aspradantes, Raposeira, Vila do Bispo.
- Menires de Milrei e do Padrão, Raposeira, Vila do Bispo.
- Núcleo de seis menires Gasga, Raposeira, Vila do Bispo;
- Núcleo de dois menires Ladeiras, Raposeira, Vila do Bispo;
- Menir de Barreiros, Raposeira, Vila do Bispo.
- Conjunto de menires de Vila do Bispo (Pedra Escorregadia; Casa do Francês; Amantes I; Amantes II; Cerro do Camacho), freguesia de Vila do Bispo, Vila do Bispo.
- Cromeleque de Amantes, freguesia de Vila do Bispo, Vila do Bispo.
- Menires do Vale de Gato de Cima , freguesia de Vila do Bispo, Vila do Bispo.
- Menires de Marmeleiro , freguesia de Vila do Bispo, Vila do Bispo.
- Menires da Adreneira, Budens, Vila do Bispo
- Menires do Vale do Oiro, Budens, Vila do Bispo
- Conjunto de menires de Caniços, Budens, Vila do Bispo
- Conjunto de menires de Figueira, Budens, Vila do Bispo
- Monumentos da Quinta da Nora e Herdade da Marcela, Vila Nova de Cacela, Vila Real de Santo António.
- Menir de Monte do Trigo, em São Brás de Alportel.

## Distrito da Guarda
- Dólmen de Matança, Matança, Fornos de Algodres.
- Menires do Rochoso, Rochoso, Guarda.
- Cromeleque do Rochoso, Rochoso, Guarda.
- Dólmen de Carapito I ou Casa da Moura, Carapito, Aguiar da Beira.
- Anta da Pedra de Anta, Malhada Sorda, Almeida.
- Anta da Arquinha da Moura, Lajeosa do Mondego, Celorico da Beira.
- Anta ou Orca de Cortiçô, Cortiçô, Fornos de Algodres.
- Anta da Pedra da Orca, Rio Torto, Gouveia.
- Anta de Pêra do Moço, Pêra do Moço, Guarda.
- Antas de Paranhos, Paranhos da Beira, Seia.
- Menir de Quadros, Vermiosa, Figueira de Castelo Rodrigo.

## Distrito de Leiria
- Anta 1, 2 e 3 de Rego da Murta/Ramalhal, Alvaiázere
- Menir 1, 2, 3, 4, 5, 6 e 7 de Rego da Murta/Ramalhal, Alvaiázere

## Distrito de Lisboa
- Anta de Adrenunes, Sintra.
- Anta do Monte Abraão, Queluz, Sintra.
- Anta de Belas, Anta da Estria, Anta do Senhor da Serra ou Anta da Pedra dos Mouros, Belas, Sintra
- Monumento megalítico do Pego Longo, Monumento megalítico de D. Maria, Monumento megalítico da Serra das Camélias ou Camelas ou Galeria de Carenque, Queluz, Sintra.
- Anta da Estria Megalitica, Queluz, Sintra.
- Anta de Agualva, Sintra.
- Dólmen de Monte Serves, Vialonga, Vila Franca de Xira.
- Dólmen do Casal do Penedo, Vialonga, Vila Franca de Xira.

## Distrito de Portalegre
- Anta de Nisa ou Anta de São Gens, Nisa.
- Menir da Meada

## Distrito do Porto
- Anta de Santa Marta ou Dólmen da Portela, Santa Marta, Penafiel.
- Anta da Aboboreira, Anta de Chã de Parada ou Dólmen da Fonte do Mel, Serra da Aboboreira, Ovil, Baião.
- Conjunto Megalítico de Outeiro de Gregos, Serra da Aboboreira, Ovil, Baião.
- Conjunto Megalítico de Meninas do Crasto, Serra da Aboboreira, Ovil, Baião.
- Conjunto Megalítico de Outeiro de Ante, Serra da Aboboreira, Ovil, Baião.
- Mamoa da Chã do Loureiro, Serra da Aboboreira, Grilo, Baião.
- Conjunto Megalítico de Chã de Arcas, Serra do Castelo, Loivos do Monte, Baião.
- Mamoa da Algária, Serra do Castelo, Valadares, Baião.
- Mamoa do Outeiro, Serra do Castelo, Valadares, Baião.
- Conjunto Megalítico da Abogalheira, Serra da Aboboreira, Folhada, Marco de Canaveses.
- Conjunto Megalítico da Chã de Santinhos, Serra da Aboboreira, Várzea da Ovelha e Aliviada, Marco de Canaveses.
- Mamoa do Taio ou Anta das Castanheiras, Frazão, Paços de Ferreira.
- Forno dos Mouros (Dolmen no terreno Leira Longa), Lamoso, Paços de Ferreira.
- Mamoa de Ramos ou Mamoa da Cavada da Oira, Baltar, Paredes.
- Anta do Padrão, Baltar, Paredes.
- Menir de Luzim, Mamoa de Luzim ou Marco de Luzim, Luzim, Penafiel.

## Distrito de Santarém
- Anta da Casa dos Mouros ou Anta da Foz do Rio Frio, Ortiga, Mação.
- Anta 1, 2, 3, 4, 5 de Val da Laje, Tomar
- Anta 1, 2, 3 e 4 da Jogada, Monumento 5 da Jogada ou Anta 1, 2 e 3 de Vale dos Chãos, Abrantes
- Menir 1 de Vale dos Chãos, Abrantes
- Mamoa do Alqueidão e Mendroa, Abrantes

## Distrito de Setúbal
- Monte da Tumba, no Torrão, Alcácer do Sal.
- Monumento megalítico do Lousal, na freguesia de Azinheira dos Barros e São Mamede do Sádão, Grândola.
- Dólmen da Pedra Branca, em Melides, Grândola.
- Monumento megalítico da Roça do Casal do Meio, quinta do Calhariz, Sesimbra.

## Distrito de Viana do Castelo
- Anta da Barrosa ou Lapa dos Mouros, Âncora, Caminha.
- Antas da Serra de Soajo, Soajo, Arcos de Valdevez.
- Dólmen de Vile ou Dólmen do Santo de Vile, Vile, Caminha.
- Mamoa de Aspra ou Cova da Moura, Vila Praia de Âncora, Caminha.
- Mamoa do Chão da Pica, Montaria, Viana do Castelo.

## Distrito de Vila Real
- Anta de Fonte Coberta, freguesia de Vila Chã, Concelho de Alijó.
- Mamoas da Veiga, Montalegre, Montalegre.
- Mamoa das Madorras, São Martinho de Antas, Sabrosa.
- Antas da Serra do Alvão, Soutelo de Aguiar, Vila Pouca de Aguiar.
- Mamoa do Alto do Cotorino, Soutelo de Aguiar, Vila Pouca de Aguiar.

## Distrito de Viseu
- Dólmen da Orca ou Lapa da Orca ou Orca de Fiais da Telha, Oliveira do Conde, Carregal do Sal.
- Anta de Cunha Baixa, Cunha Baixa, Mangualde.
- Anta Pintada de Antelas, freguesia de Pinheiro de Lafões, Oliveira de Frades.
- Conjunto Megalítico de Felgueiras ou São Cristóvão, Felgueiras, Resende.
- Anta de Pendilhe, Casa da Moira, Orca de Pendilhe ou Orca da Moira, Pendilhe, Vila Nova de Paiva.
- Orca de Pramelas, Canas de Senhorim, Nelas.
- Anta da Arca, Arca, Oliveira de Frades.
- Antas de Penalva (2), Antas, Penalva do Castelo.
- Anta ou Orca do Penedo Com, Esmolfe, Penalva do Castelo.
- Dólmen da Capela de Nossa Senhora do Monte, Penela da Beira, Penedono.
- Mamoa de Moumiz, Paus, Resende.
- Recinto Megalítico de São Cristóvão ou Cromeleque de São Cristóvão, Felgueiras, Resende.
- Anta de Cas-Freires, Ferreira de Aves, Sátão.
- Estela Menir da Caparrosa, Caparrosa, Tondela.
- Anta da Arquinha da Moura, Lajeosa, Tondela.
- Orca dos Juncais ou Anta da Queiriga, Queiriga, Vila Nova de Paiva.
- Anta de Mamaltar do Vale de Fachas, Rio de Loba, Viseu.
- Anta do Repilau, Couto de Cima, Viseu.
- Anta 1 da Lameira do Fojo, Couto de Cima, Viseu.